# Ionescuellum carpaticum
Ionescuellum carpaticum är en urinsektsart som först beskrevs av Ionesco 1930.  Ionescuellum carpaticum ingår i släktet Ionescuellum och familjen Hesperentomidae. Inga underarter finns listade i Catalogue of Life.